# きかせられないラジオ
『きかせられないラジオ』は、長崎県の長崎放送（NBCラジオ）をキーステーションに2009年4月から2014年3月まで毎週土曜日に放送されていたラジオ番組。

## 概要
長崎放送のアナウンサーである林田繁和と村山仁志が「オーバー40の2人がサブカルチャーについて、ディープに語り合う」番組である。具体的には漫画やアニメ、特撮などのオタク文化のうち、主に林田、村山の関心が高い作品について、作品の概要、作品に関する背景、エピソードや自分の感想などについて語り合い、関連する音楽を掛けている。話す内容が多い場合には数週に渡って放送するケースもある。2014年3月にて終了。公式HPでは「お休みをいただく」と表現している。
なお、放送開始から当番組はPodcast配信を行っており、放送開始当初からラジオ番組放送地域外の地域や国外にもリスナーが存在した。そのため、番組当初行っているプレゼントでは放送地域外のリスナーも対象としている。
語り合う他に影山ヒロノブやライトノベル作家SOWなどへのインタビューや放送時間内にガンプラを組み立てるというラジオ番組らしからぬ企画も行っている。なお、ゲスト出演のほか電話でゲストにインタビューするほか、私的に長崎に旅行に来ていた後述のリスナーのアニメ、漫画界の著名人を村山が発見、交渉し、スタジオに招いて出演してもらっている。ただ、その招待は収録の直前にされるため、その週の番組のテーマは前週に予告したもののままとなることが多い。
また、前述のような分野のほか、林田、村山が大学時代から関心を寄せていた「落語」や「宝塚歌劇団」（大学時代、林田は落語研究会、村山はミュージカル研究会に所属していた）といった分野についても取り上げている。なお、初期のころ一度だけ2人があまり関心がない「鉄道」を取り上げたことがある。
さらに不定期で「大雑談大会」と称してリスナーからのメッセージを集中的に紹介する回がある。かつてはメッセージの他、「お蔵出し」として、村山アナウンサーが個人的に収集した貴重な音源を掛けることもあったが、後述のUstream配信を開始後は実施されていない。Ustream配信開始後の「仮面ライダー響鬼」や「坂道のアポロン」などの特集回においては主題歌、サントラなどの音源放送の間、林田アナウンサー制作の差し替え音源をUstream、Podcast配信で流していた。
番組ではたびたび収録番組であることを明言している。Ustream配信開始までは「メッセージを送る場合は放送日前日の昼ごろまでに送って下さい。」と告知していた。配信後は収録日が毎週火曜日に移行したことや番組中メッセージを読む回数が少なくなったこともあり、特に告知は行っていない。ちなみに8月及び年末年始などは別の日程で収録している。
Ustream収録風景生配信では放送の収録の他、収録前には林田、村山の近況、時事ネタなどテーマと直接関係ないフリートーク、収録後にはその日のテーマについてさらにトークをすることもある。ただ、収録前後のトークが長すぎて「次週話せば良かった」「本放送のテーマにすれば良かった」と後悔していることもある。また、収録後には番組HP上に寄せられた「きからじたん育成計画」のイラスト等を放映し、林田、村山がイラストに対してコメントしている。なお、ゲストをスタジオに迎えている場合、ゲストは収録後のトークにはほぼ必ず参加しているが、収録前については参加しないケースもある。
2012年3月までは、村山はスポンサーである長崎・佐世保の「ワイワイ貿易」の商品であった「ヤマトジャージ」を着用して番組収録を行なっていた（林田も番組イベント時などに着用）が、スポンサー撤退、村山・林田のスケジュール変更などによって着用されなくなった。
第37回JNN･JRN系列アノンシスト賞ラジオ・フリートーク部門最優秀賞を受賞。

### メディアミックス
当番組では2009年4月の放送開始以来、番組全編をpodcastで配信しており、番組当初からラジオ放送エリア外からの投稿が多かった。その後、2010年8月に番組公式twitterを開設すると、一般聴取者だけではなく、ときた洸一などの漫画家やアニメーターといった当番組が取り上げるサブカルの担い手との直接交流がスタートする。この交流は電撃ホビーマガジンの編集部への紹介につながり、同誌2011年2月号より番組のコラムがスタート（2012年8月号から「休載」という形で一旦休止）。これがきっかけとなり、電撃ホビーマガジン編集部副編集長とのガンプラを組み立ての対決が行われた。そして2011年4月より、番組の収録風景のUstream配信がスタートしている。

### きかラジたん
番組100回を記念して制作された番組公式キャラクター。10歳の女の子の設定。元々はアニメーター経験がある西村誠芳が投稿した作品を元にキャラクターデザインを作成し、金谷明美がロゴデザインを担当した。ちなみに「みるテレたん」と言う姉妹もいるとされている。なお、パーソナリティの二人からはこれがきっかけで西村はきかラジたん生みの親（＝パパ）のため「パパラジたん」と呼ばれている。武器はハンマーとフナムシ。
基本デザインは番組で設定されているが、番組中、「きかラジたん育成計画」と称するコーナーを設け、聴取者によるイラスト、アニメ、フィギュア作品、落語を募集し、番組内で紹介するほか、ホームページ上で公開している。投稿作品の中には基本設定を逸脱したものもあるが、設定に追加してしまう例もある（きかラジたんが持つハンマーを棘付きハンマーとしたことなど）。なお、きかラジたんの創作や商用的利用については脚注にある注意事項を守った上ならば自由。

前述の電撃ホビーマガジンでのコラム連載時の挿絵カットも、この企画に参加しているプロのイラストレーター・漫画家に依頼して描かれていた。また、リスナーであるプロダクトデザイナー・園山隆輔のTwitterアイコンキャラである「ソノヤマロボ」のイラストが準公式キャラ扱いとして「きかラジたん育成計画」に投稿されることも多い。
また、番組内では毎回きかラジたんのコーナーが設けられ、きかラジたん本人のつぶやきが放送される。内容は主に番組関連の告知。ただ、きかラジたんの扱いが省略または小さいと扱いの担当者に対し攻撃的な発言をする。これら発言のほかにきかラジたんのテーマソング「ほんとのキ･モ･チ」（作詞三井雷太、作曲・編曲佐藤太）が流れる。2012年6月より「きかラジたんのバラード」（作詞三井雷太、作曲・編曲佐藤太）へと変更された。

### リスナーコミュニティ
前述の番組公式TwitterやUstream配信などにより、ときた洸一、西川伸司、高山瑞穂、とだ勝之、岩本佳浩、麻宮騎亜、矢野健太郎、永野あかね、SAA、☆よしみる、よしじまあたるなどの漫画家、西村誠芳、難波日登志、小池智史などの（元含め）アニメスタッフ、千葉智宏、SOW、小林治などの「業界人」がリスナー・ゲストとして、また前述の「きかラジたん育成計画」に参加している。関東を中心としたリスナーは東京・三鷹の中華料理店「幸宴」に集まることが多く、番組内でも「関東支部」として紹介されるほか、村山・林田両アナウンサーも関東訪問の際は来店している。

## 放送時間
番組上は「様々な時間軸で展開中」と称しているが、以下の放送時間は初回放送時間を指す。

### 本放送
- NBCラジオ・NBCラジオ佐賀 土曜 16:00 - 16:30[16]

### 生配信
- Ustreamラジオ収録風景生配信　火曜　16:30ごろ -。（2011年10月4日-）[17]

※その週末に放送される放送の収録風景と前後のフリートークを生配信。ただ、都合により放送開始が遅れることもある

### podcast配信
- 土曜 16:30ごろ（基本的には長崎・佐賀地区での放送終了後）

※Podcastでは著作権の都合で自社に著作権がある音楽以外は一切掛からない。

### 1週遅れ
太字は、最終回時点でネットしていた放送局。ネット局紹介の時は、キー局のNBC本局・ラジオ佐賀を加え4局ネット（最終回時点。多い時は以下5局を含め「7局」だった）と紹介している。
- YBS山梨放送 土曜 18:30 - 19:00（2010年10月9日 - 2013年9月28日）
- IBC岩手放送 土曜 23:00 - 23:30（2011年4月9日 - 2014年3月29日）
- MRT宮崎放送 日曜 23:00 - 23:30（2011年10月1日 - 2013年12月29日）[18]
- MRO北陸放送 日曜 21:00 - 21:30（2012年10月7日 - 2014年3月29日）
- RKK熊本放送 木曜 21:00 - 21:30（2011年10月6日 - 2012年3月、2012年10月4日-2013年3月28日）

※ネット局では、出演者による、その局の放送時間に合わせた告知が放送されている。

### 2週遅れ
- Ustream収録配信 火曜午後 - （2011年4月11日-）※原則2週前の収録の様子を配信、都合により配信開始遅れることもある。[19]
- YouTube収録配信 上記Ustream配信の数日後（主に配信後の週末）にUstreamと同じ映像を配信している。

### 再放送
- NBCラジオ・NBCラジオ佐賀 日曜 24:00 - 24:30

## 出演者
- 林田繁和
- 村山仁志

ともにNBCアナウンサー

## 放送リスト
| 放送日         | 話数    | サブタイトル                                                                                |
| -------------- | ------- | ------------------------------------------------------------------------------------------- |
| 2009年4月11日  | 第1回   | 「ああっガンプラ…」                                                                         |
| 2009年4月18日  | 第2回   | 「ああっガンプラ…②」                                                                        |
| 2009年4月25日  | 第3回   | 「永井豪の世界…①」                                                                          |
| 2009年5月2日   | 第4回   | 「永井豪の世界…②」                                                                          |
| 2009年5月9日   | 第5回   | 「タツノコプロの世界①…ヤッターマン篇」                                                      |
| 2009年5月16日  | 第6回   | 「キターー！超時空要塞マクロス」                                                            |
| 2009年5月23日  | 第7回   | 「鉄分補給しましょう」                                                                      |
| 2009年5月30日  | 第8回   | 「鉄分補給しましょ②」                                                                       |
| 2009年6月6日   | 第9回   | 「宮崎駿のルパン三世の世界①」                                                               |
| 2009年6月13日  | 第10回  | 「宮崎駿のルパン三世の世界②」                                                               |
| 2009年6月20日  | 第11回  | 「エヴァンゲリオンってどう？①」                                                             |
| 2009年6月27日  | 第12回  | 「エヴァンゲリオンってどう？②」                                                             |
| 2009年7月4日   | 第13回  | 「エヴァンゲリオンってどう？③」                                                             |
| 2009年7月11日  | 第14回  | 「ゲッターロボ」                                                                            |
| 2009年7月25日  | 第15回  | 「戦闘メカザブングル」                                                                      |
| 2009年8月1日   | 第16回  | 「めくるめく村山コレクション①」                                                             |
| 2009年8月8日   | 第17回  | 「OH! 宝塚」                                                                                |
| 2009年8月15日  | 第18回  | 「私が好きなコミック① 林田篇」                                                              |
| 2009年8月22日  | 第19回  | 「私が好きなコミック② 村山篇」                                                              |
| 2009年8月29日  | 第20回  | 「宇宙戦艦ヤマト①」                                                                         |
| 2009年9月5日   | 第21回  | 「緊急報告！見たぞお台場ガンダム!! ～機動戦士ガンダム ガンダム30周年プロジェクト」          |
| 2009年9月12日  | 第22回  | 「宇宙戦艦ヤマト②」                                                                         |
| 2009年9月19日  | 第23回  | 「20世紀少年 その1」                                                                        |
| 2009年9月26日  | 第24回  | 「20世紀少年 その2」                                                                        |
| 2009年10月3日  | 第25回  | 「燃えたぜ！スーパーカー」                                                                  |
| 2009年10月10日 | 第26回  | 「ボクの憧れ、ボクの恋人スーパーカー2」                                                     |
| 2009年10月17日 | 第27回  | 「安彦良和の世界①～アニメ篇」                                                               |
| 2009年10月24日 | 第28回  | 「安彦良和の世界②～漫画篇」                                                                 |
| 2009年10月31日 | 第29回  | 「めくるめく村山コレクション②＋みんなと一緒に大雑談大会」                                   |
| 2009年11月7日  | 第30回  | 「名作劇場 アルプスの少女ハイジ」                                                           |
| 2009年11月14日 | 第31回  | 「仮面ライダーアギト 目覚めろ、その魂」                                                     |
| 2009年11月21日 | 第32回  | 「名作劇場 アルプスの少女ハイジ②」                                                          |
| 2009年11月28日 | 第33回  | 「トーキングセッション・シリーズ」                                                          |
| 2009年12月5日  | 第34回  | 「緊急インタビュー 村山アナ×影山ヒロノブ氏」                                                |
| 2009年12月12日 | 第35回  | 「TOY BOX RADIO＆今村シゲル」                                                               |
| 2009年12月19日 | 第36回  | 「めくるめく村山コレクション③ ヤマト秘蔵音源」                                              |
| 2009年12月26日 | 第37回  | 「みんなと一緒に大雑談大会&プチ蔵出し音源」                                                 |
| 2010年1月2日   | 第38回  | 「めくるめく村山コレクション④ 海のトリトン秘蔵音源」                                        |
| 2010年1月9日   | 第39回  | 「林田が語る落語①」                                                                         |
| 2010年1月16日  | 第40回  | 「ゴジラ対メカゴジラ」                                                                      |
| 2010年1月23日  | 第41回  | 「林田が語る"落語の世界"②」                                                                 |
| 2010年1月30日  | 第42回  | 「めくるめく村山コレクション⑤"仮面ライダー"秘蔵音源」                                       |
| 2010年2月6日   | 第43回  | 「最近はまったマンガ～今更デスか？」                                                        |
| 2010年2月13日  | 第44回  | 「緊急特別企画 ズゴックは30分でできるのか!?」                                               |
| 2010年2月20日  | 第45回  | 「最近はまったマンガ②～今更デスか？」                                                       |
| 2010年2月27日  | 第46回  | 「緊急特別企画リベンジ！HGUCゴッグは30分でできるのか!?」                                    |
| 2010年3月6日   | 第47回  | 「るーみっくワールド 序」                                                                   |
| 2010年3月13日  | 第48回  | 「初代仮面ライダー よもやま話」                                                             |
| 2010年3月20日  | 第49回  | 「るーみっくワールド2」                                                                     |
| 2010年3月27日  | 第50回  | 「るーみっくワールド3」                                                                     |
| 2010年4月3日   | 第51回  | 「みんなで楽しく大雑談大会！」                                                              |
| 2010年4月10日  | 第52回  | 「禁断の"男の娘"世界！ライトノベル作家SOWさん電話出演」                                     |
| 2010年4月17日  | 第53回  | 「造形集団・海洋堂の世界！①」                                                               |
| 2010年4月24日  | 第54回  | 「造形集団・海洋堂の世界！②」                                                               |
| 2010年5月1日   | 第55回  | 「【緊急企画】NBC-UCの会。例会リポート」                                                    |
| 2010年5月8日   | 第56回  | 「アノ声に萌えた！」                                                                        |
| 2010年5月15日  | 第57回  | 「アノ声に萌えた！②」                                                                       |
| 2010年5月22日  | 第58回  | 「アノ声に萌えた！③」                                                                       |
| 2010年5月29日  | 第59回  | 「機動戦士ガンダム00（ダブルオー）①」                                                       |
| 2010年6月5日   | 第60回  | 「機動戦士ガンダム00（ダブルオー）②」                                                       |
| 2010年6月12日  | 第61回  | 「機動戦士ガンダム00（ダブルオー）③」                                                       |
| 2010年6月19日  | 第62回  | 「機動戦士ガンダム00（ダブルオー）④」                                                       |
| 2010年6月26日  | 第63回  | 「ウルトラセブン」                                                                          |
| 2010年7月3日   | 第64回  | 「ウルトラセブン②」                                                                         |
| 2010年7月10日  | 第65回  | 「ウルトラセブン③」                                                                         |
| 2010年7月17日  | 第66回  | 「ウルトラセブン④」                                                                         |
| 2010年7月24日  | 第67回  | 「ウルトラセブン⑤」                                                                         |
| 2010年7月31日  | 第68回  | 「アオイホノオ～わが青春のオタク時代」                                                      |
| 2010年8月7日   | 第69回  | 「緊急レビュー RGシリーズってどうよ!?」                                                     |
| 2010年8月14日  | 第70回  | 「アオイホノオ～わが青春のオタク時代②」                                                     |
| 2010年8月21日  | 第71回  | 「夏のスペシャル① サンデー・マガジンのＤＮＡ展から」                                        |
| 2010年8月28日  | 第72回  | 「夏のスペシャル② サンデー・マガジンのＤＮＡ展から」                                        |
| 2010年9月4日   | 第73回  | 「緊急インタビュー＋大雑談大会」                                                            |
| 2010年9月11日  | 第74回  | 「読書の秋 最近読んでいるコミック」                                                         |
| 2010年9月18日  | 第75回  | 「ダブルオー劇場版公開 勝手に応援スペシャル！漫画家ときた洸一さんにあれこれ聞いちゃおう」   |
| 2010年9月25日  | 第76回  | 「ダブルオー劇場版公開 勝手に応援スペシャル！漫画家ときた洸一さんにあれこれ聞いちゃおう２」 |
| 2010年10月2日  | 第77回  | 「漫画家・池沢 早人師さんスペシャルインタビュー」                                           |
| 2010年10月9日  | 第78回  | 「大雑談大会＋きかラジ基礎講座」                                                            |
| 2010年10月16日 | 第79回  | 「トップをねらえ！①」                                                                       |
| 2010年10月23日 | 第80回  | 「緊急インタビュー・ダブルオー水島監督出演！！」                                            |
| 2010年10月30日 | 第81回  | 「トップをねらえ！②」                                                                       |
| 2010年11月6日  | 第82回  | 「坂本真綾独占インタビュー」                                                                |
| 2010年11月13日 | 第83回  | 「俺の愛した藤子不二雄～その魅力を語ろう①」                                                 |
| 2010年11月20日 | 第84回  | 「00水島監督 長崎で対話実現！！」                                                           |
| 2010年11月27日 | 第85回  | 「00水島監督 長崎で対話実現！！セカンドシーズン」                                           |
| 2010年12月4日  | 第86回  | 「SPACE BATTLESHIP ヤマト公開スペシャル！山崎貴監督インタビュー」                           |
| 2010年12月11日 | 第87回  | 「ワイワイ貿易の緒方店長を迎えて」                                                          |
| 2010年12月18日 | 第88回  | 「ワイワイ貿易の緒方店長を迎えて②」                                                         |
| 2010年12月25日 | 第89回  | 「電撃ホビーマガジン安蒜編集長登場！」                                                      |
| 2011年1月1日   | 第90回  | 「新春特別企画!やって来ました!!模型のツキオカ」                                             |
| 2011年1月8日   | 第91回  | 「新春！大雑談大会」                                                                        |
| 2011年1月15日  | 第92回  | 「新春！大雑談大会②！！」                                                                   |
| 2011年1月22日  | 第93回  | 「俺の愛した藤子不二雄～その魅力を語ろう②」                                                 |
| 2011年1月29日  | 第94回  | 「いま、山梨でサクライザーが熱いらしい!?」                                                  |
| 2011年2月5日   | 第95回  | 「ネットチェンジの悲劇！県民憧れの仮面ライダーアマゾン」                                    |
| 2011年2月12日  | 第96回  | 「俺の愛した藤子不二雄～その魅力を語ろう③」                                                 |
| 2011年2月19日  | 第97回  | 「俺の愛した藤子 不二雄～その魅力を語ろう④と100回スペシャルのご案内」                       |
| 2011年2月25日  | 第98回  | 「大雑談大会と最近はまったマンガ」                                                          |
| 2011年3月5日   | 第99回  | 「漫画家・麻宮 騎亜さんスペシャルインタビュー」                                             |
| 2011年3月12日  | 第100回 | 「100回スペシャル みんなでワイワイ！U-stream配信」                                          |
| 2011年3月19日  | 第101回 | 「大雑談大会」                                                                              |
| 2011年3月25日  | 第102回 | 「宮崎県民きかラジメイト化計画 ～最近はまったマンガ」                                       |
| 2011年4月2日   | 第103回 | 「こんばんは岩手記念 大雑談大会＋きかラジたんの今後の展望やいかに!?」                       |
| 2011年4月9日   | 第104回 | 「今週から収録を毎回U-stream配信！」                                                        |
| 2011年4月16日  | 第105回 | 「村山アナ、今おすすめのマンガ」                                                            |
| 2011年4月23日  | 第106回 | 「村山アナ、今おすすめのマンガ②」                                                           |
| 2011年4月30日  | 第107回 | 「今Ｗｅｂマンガが面白いぞう」                                                              |
| 2011年5月7日   | 第108回 | 「映画・エンジェル・ウォーズで雑談大会」                                                    |
| 2011年5月14日  | 第109回 | 「親子で読もう～スケット・ダンス①」                                                         |
| 2011年5月21日  | 第110回 | 「親子で読もう～スケット・ダンス②」                                                         |
| 2011年5月28日  | 第111回 | 「御同輩！コードギアスを見てみませんか？」                                                  |
| 2011年6月4日   | 第112回 | 「長崎・佐賀では生放送！42歳の漫画遍歴」                                                    |
| 2011年6月11日  | 第113回 | 「42歳の漫画遍歴②」                                                                         |
| 2011年6月18日  | 第114回 | 「御同輩！コードギアスを見てみませんか？②」                                                 |
| 2011年6月25日  | 第115回 | 「42歳の漫画遍歴③」                                                                         |
| 2011年7月2日   | 第116回 | 「42歳の漫画遍歴④」                                                                         |
| 2011年7月9日   | 第117回 | 「42歳の漫画遍歴⑤番外編 あの頃、スパイに憧れた！」                                          |
| 2011年7月16日  | 第118回 | 「映画『SUPER8』に1979年を観る！」                                                          |
| 2011年7月23日  | 第119回 | 「映画『SUPER8』に1979年を観る！②」                                                         |
| 2011年7月30日  | 第120回 | 「集中講義～見たくなる『機動武闘伝Gガンダム』！①」                                          |
| 2011年8月6日   | 第121回 | 「集中講義～見たくなる『機動武闘伝Gガンダム』！②」                                          |
| 2011年8月13日  | 第122回 | 「コクリコ坂から インタビュー」                                                             |
| 2011年8月20日  | 第123回 | 「報告！バンダイチャンネルライブ 熱き戦いを振り返る《前》！」                               |
| 2011年8月27日  | 第124回 | 「報告！バンダイチャンネルライブ 熱き戦いを振り返る《後》！」                               |
| 2011年9月3日   | 第125回 | 「西川伸司先生･･･インタビュー！」                                                           |
| 2011年9月10日  | 第126回 | 「大雑談大会」                                                                              |
| 2011年9月17日  | 第127回 | 「大雑談大会②」                                                                             |
| 2011年9月24日  | 第128回 | 「傷物語」                                                                                  |
| 2011年10月1日  | 第129回 | 「熊本県民きかラジメイト化計画」                                                            |
| 2011年10月8日  | 第130回 | 「芸術の秋、数多くの作品に触れよう短編特集…」                                               |
| 2011年10月15日 | 第131回 | 「機動戦士ガンダムAGE」                                                                     |
| 2011年10月22日 | 第132回 | 「芸術の秋、数多くの作品に触れよう短編特集…②」                                              |
| 2011年10月29日 | 第133回 | 「芸術の秋、数多くの作品に触れよう短編特集…③」                                              |
| 2011年11月5日  | 第134回 | 「機動戦士ガンダムAGE②」                                                                    |
| 2011年11月12日 | 第135回 | 「大雑談大会」                                                                              |
| 2011年11月19日 | 第136回 | 「大雑談大会②」                                                                             |
| 2011年11月26日 | 第137回 | 「リアルスティールを熱く語ろうぜ！」                                                        |
| 2011年12月3日  | 第138回 | 「幻魔大戦入門編！」                                                                        |
| 2011年12月10日 | 第139回 | 「新幻魔大戦」                                                                              |
| 2011年12月17日 | 第140回 | 「新幻魔大戦②」                                                                             |
| 2011年12月24日 | 第141回 | 「真幻魔大戦」                                                                              |
| 2011年12月31日 | 第142回 | 「大雑談大会(上)～お正月おススメ作品」                                                      |
| 2012年1月7日   | 第143回 | 「大雑談大会(下)～お正月おススメ作品」                                                      |
| 2012年1月14日  | 第144回 | 「林田おススメのアレ」                                                                      |
| 2012年1月21日  | 第145回 | 「今週こそ、林田おススメのアレ」                                                            |
| 2012年1月28日  | 第146回 | 「村山おススメのアレ」                                                                      |
| 2012年2月4日   | 第147回 | 「桜井浩子さんスペシャルインタビュー！」                                                    |
| 2012年2月11日  | 第148回 | 「テルマエ･ロマエで風呂談義」                                                               |
| 2012年2月18日  | 第149回 | 「三丁目の夕日」                                                                            |
| 2012年2月25日  | 第150回 | 「俺の好きなオープニング」                                                                  |
| 2012年3月3日   | 第151回 | 「俺の好きなオープニング2」                                                                 |
| 2012年3月10日  | 第152回 | 「俺の好きなオープニング3」                                                                 |
| 2012年3月17日  | 第153回 | 「俺の好きなオープニング4」                                                                 |
| 2012年3月24日  | 第154回 | 「電撃ホビーマガジン木村副編集長とガンプラ対決第2弾〈前〉」                                 |
| 2012年3月31日  | 第155回 | 「電撃ホビーマガジン木村副編集長とガンプラ対決第2弾〈後〉」                                 |
| 2012年4月7日   | 第156回 | 「私の好きなエンディング①」                                                                 |
| 2012年4月14日  | 第157回 | 「私の好きなエンディング②」                                                                 |
| 2012年4月21日  | 第158回 | 「私の好きなエンディング③」                                                                 |
| 2012年4月28日  | 第159回 | 「私の好きなエンディング④」                                                                 |
| 2012年5月5日   | 第160回 | 「私の好きなエンディング⑤」                                                                 |
| 2012年5月12日  | 第161回 | 「聖地巡礼!坂道のアポロン」                                                                 |
| 2012年5月19日  | 第162回 | 「仮面ライダー響鬼 入門編①」                                                                |
| 2012年5月26日  | 第163回 | 「仮面ライダー響鬼 入門編②」                                                                |
| 2012年6月2日   | 第164回 | 「仮面ライダー響鬼 入門編③」                                                                |
| 2012年6月9日   | 第165回 | 「仮面ライダー響鬼 入門編④」                                                                |
| 2012年6月16日  | 第166回 | 「仮面ライダー響鬼 入門編⑤」                                                                |
| 2012年6月23日  | 第167回 | 「仮面ライダー響鬼 入門編⑥」                                                                |
| 2012年6月30日  | 第168回 | 「大雑談大会～緊急東京リポート」                                                            |
| 2012年7月7日   | 第169回 | 「大雑談大会～緊急東京リポート②」                                                           |
| 2012年7月14日  | 第170回 | 「俳優 佐々木剛さんインタビュー」                                                           |
| 2012年7月21日  | 第171回 | 「大好物の学園マンガ」                                                                      |
| 2012年7月28日  | 第172回 | 「大好物の学園マンガ②」                                                                     |
| 2012年8月4日   | 第173回 | 「大好物の学園マンガ③」                                                                     |
| 2012年8月11日  | 第174回 | 「岡崎徹さんインタビュー（上）」                                                            |
| 2012年8月18日  | 第175回 | 「岡崎徹さんインタビュー（下）」                                                            |
| 2012年8月25日  | 第176回 | 「華麗なるヒコーキプラモ野郎たち（上）」                                                    |
| 2012年9月1日   | 第177回 | 「華麗なるヒコーキプラモ野郎たち（下）」                                                    |
| 2012年9月8日   | 第178回 | 「落語漫画～一席おつきあい願います!」                                                       |
| 2012年9月15日  | 第179回 | 「大雑談大会～社会人落語大会報告」                                                          |
| 2012年9月22日  | 第180回 | 「大雑談大会」                                                                              |
| 2012年9月29日  | 第181回 | 「いらっしゃい○○放送!!」                                                                    |
| 2012年10月6日  | 第182回 | 「林田が報告を交えながら大雑談大会」                                                        |
| 2012年10月13日 | 第183回 | 「まだまだ続く雑談大会」                                                                    |
| 2012年10月20日 | 第184回 | 「グリーンレクイエム」                                                                      |
| 2012年10月27日 | 第185回 | 「グリーンレクイエム2」                                                                     |
| 2012年11月3日  | 第186回 | 「来週もまた濃いぃ内容になるはずです。」                                                    |
| 2012年11月10日 | 第187回 | 「ひょっとしたらアレが紹介できるかなかな…。」                                               |